# Hélio Pinto
Hélio José Ribeiro Pinto (ur. 29 lutego 1984 w Portimão) – portugalski piłkarz występujący na pozycji pomocnika.

## Kariera
Pinto rozpoczynał swoją karierę w juniorskich sekcjach Portimonense SC i SL Benfica. W sezonie 2003/04 wystąpił w dwóch spotkaniach Primeira Ligi w barwach Encarnados, po czym przeszedł do rezerw Sevilla FC. Latem 2005 roku trafił na wypożyczenie do cypryjskiego Apollonu Limassol, a rok później został zawodnikiem APOEL FC. W ciągu siedmiu lat wywalczył z tym klubem czterokrotnie mistrzostwo, trzykrotnie Superpuchar i raz Puchar kraju. Dotarł z nim także do ćwierćfinału Ligi Mistrzów. 21 czerwca 2013 roku podpisał kontrakt z Legią Warszawa. 9 czerwca 2015 Legia na swojej stronie internetowej poinformowała, że Pinto zakończył swoją przygodę z warszawskim klubem. Łącznie w stołecznym zespole rozegrał 60 meczów, w których zdobył osiem bramek.

## Życie prywatne
Pinto jest żonaty z siostrą innego portugalskiego (ale grającego w reprezentacji Cypru) piłkarza Dossy Júniora.

## Sukcesy
Apollon Limassol
- mistrzostwo Cypru: 2005/06

APOEL FC
- mistrzostwo Cypru: 2006/07, 2008/09, 2010/11, 2012/13
- Puchar Cypru: 2007/08
- Superpuchar Cypru: 2008, 2009, 2011

Legia Warszawa
- mistrzostwo Polski: 2013/14
- Puchar Polski: 2014/15